# 楠みちはる
楠 みちはる（くすのき みちはる、1957年 - ）は、日本の漫画家。男性。高知県出身。妻は同じく漫画家の伊藤ゆう。
代表作には『湾岸ミッドナイト』シリーズ、『あいつとララバイ』、『シャコタン☆ブギ』等があり、以上の作品はそれぞれアニメ化および実写化されている 。

## 経歴・人物
1977年、第9回週刊少年チャンピオン新人まんが賞に「テストライダー」が佳作入選（「楠 通春」名義）する。審査員の1人である石井いさみは「一生けん命に描いている」ことを評価しながら、「人物デッサンや構図の難」、「オートバイの重量感を表現しようとする努力はうかがえるが、背景とのバランスが悪くて重さが感じられない」と評している。
『月刊少年チャンピオン』（秋田書店）1979年2月号に「あこがれの白いスポーツカー」が掲載されてデビュー。同作は『セブンティーンセブンティーン』に収録されている。
1990年に連載が開始した『湾岸ミッドナイト』は、第1シリーズだけでも18年に渡る長期連載となり、1999年には第23回講談社漫画賞一般部門を受賞。続編となる『湾岸ミッドナイト C1ランナー』を経て、2014年より第3部となる『銀灰のスピードスター』を開始した。また2016年より第4部となる『首都高SPL』を開始している。
自動車・バイクに関する作品を多く発表している。自身が所有した自動車は手放さずにすべて保管しているようで、運転免許を取得して初めての愛車であるいすゞ・117クーペ（量産初期型）を始め、バブル全盛期に購入したフェラーリ・テスタロッサやBMW・635CSiなどが作中に登場する事もある。
登場人物へのネーミングに特定の名称を繰り返し使う傾向があり、特に『湾岸ミッドナイト』では「洸一」という名前の人物が作中に3名も登場している（人物名の傾向については『湾岸ミッドナイト』および『さよならDecember』の記事も参照）。
犬好きで、ハナという名前のセントバーナード犬を飼っていた。シャコタンブギやJ物語にも登場した。

## 作品リスト

### 漫画
- あいつとララバイ（『週刊少年マガジン』、1981年-1989年、講談社、全39巻）
- J物語（『週刊ヤングマガジン』、1983年8月-1984年12月、講談社、全2巻）
- セブンティーンセブンティーン（1985年、講談社〈マイブックKC〉、ISBN 978-4063010053） - 初期短編集。
  1. セブンティーンセブンティーン
  2. 真夜中の二人
  3. シンデレラリバティ
  4. あこがれの白いスポーツカー
  5. 第3京浜うわさのジョニー
- シャコタン☆ブギ（『週刊ヤングマガジン』、1984年、1986年-1995年、2002年、講談社、全32巻）
- さよならDecember（1987年、講談社〈ヤンマガKC〉、全1巻） - 初期作品短編集。
- 湾岸ミッドナイト（『ビッグコミックスピリッツ』1990年－1991年、小学館 → 『週刊ヤングマガジン』1991年－2008年38号、講談社、全42巻）
  - 湾岸ミッドナイト C1ランナー（『週刊ヤングマガジン』2008年40号 - 2012年31号、講談社、全12巻） - 「湾岸ミッドナイト」の続編。
    - 銀灰のスピードスター（『ビッグコミックスピリッツ』2014年37・38合併号 - 2015年20号、小学館、全2巻） - 「湾岸ミッドナイト」シリーズの最終章と銘打たれている[5]。
      - 首都高SPL -銀灰のSPEEDSTER-（『月刊ヤングマガジン』2016年19号 - 、講談社、既刊12巻）
- TOKYOブローカー（『週刊ヤングマガジン』2004年8号 - 11号、22・23合併号 - 26号、42号 - 46号、講談社、全1巻・未完[要出典]） - 伊藤ゆう作画の同名作とは別作品。
- エイト（『週刊ヤングマガジン』2012年44号 - 2014年2・3合併号、講談社、全4巻・第1部完）[6]
- 特別のEGOIST（『ビッグコミックオリジナル』2015年20号 - 2016年23号、小学館、全3巻・未完[要出典]）[7]

### その他
漫画原作
- TOKYOブローカー（作画：伊藤ゆう、『モーニング』、1999年 - 2003年、講談社、全1巻・未完） - 楠みちはる作画の同名作とは別作品。
- 神様のジョーカー（作画：佐原ミズ、『イブニング』、2015年 - 2016年、講談社、全3巻）

小説原案（ノベライズ）
- 湾岸ミッドナイト 疾走のバラード（原作漫画担当、著者：清水草一、1995年7月3日発売） ISBN 978-4-06-324306-2
- 湾岸ミッドナイト 赤い狂獣（原作漫画担当、著者：清水草一、1997年11月28日発売） ISBN 978-4-06-324323-9

一般書籍・雑誌掲載
- おまえの話はクルマばかり（講談社KCデラックス、2006年12月28日発売） ISBN 978-4-06-372235-2 - 雑誌に掲載されたエッセイなど収録。
- 乗りたいけど買わない?自動車評論家K（『別冊ヤングマガジン』2008年25号[8]・27号[9][10]・28号[11][12]掲載、講談社、クスノキプロ製作所：原作+構成：楠みちはる 作画：下坂ひろ）

作詞
- 森尾由美 - 「雨の中の恋人達」（森尾由美1stアルバム『You & Me』収録曲、作曲・編曲：馬飼野康二、1983年8月21日発売）